# Blíster

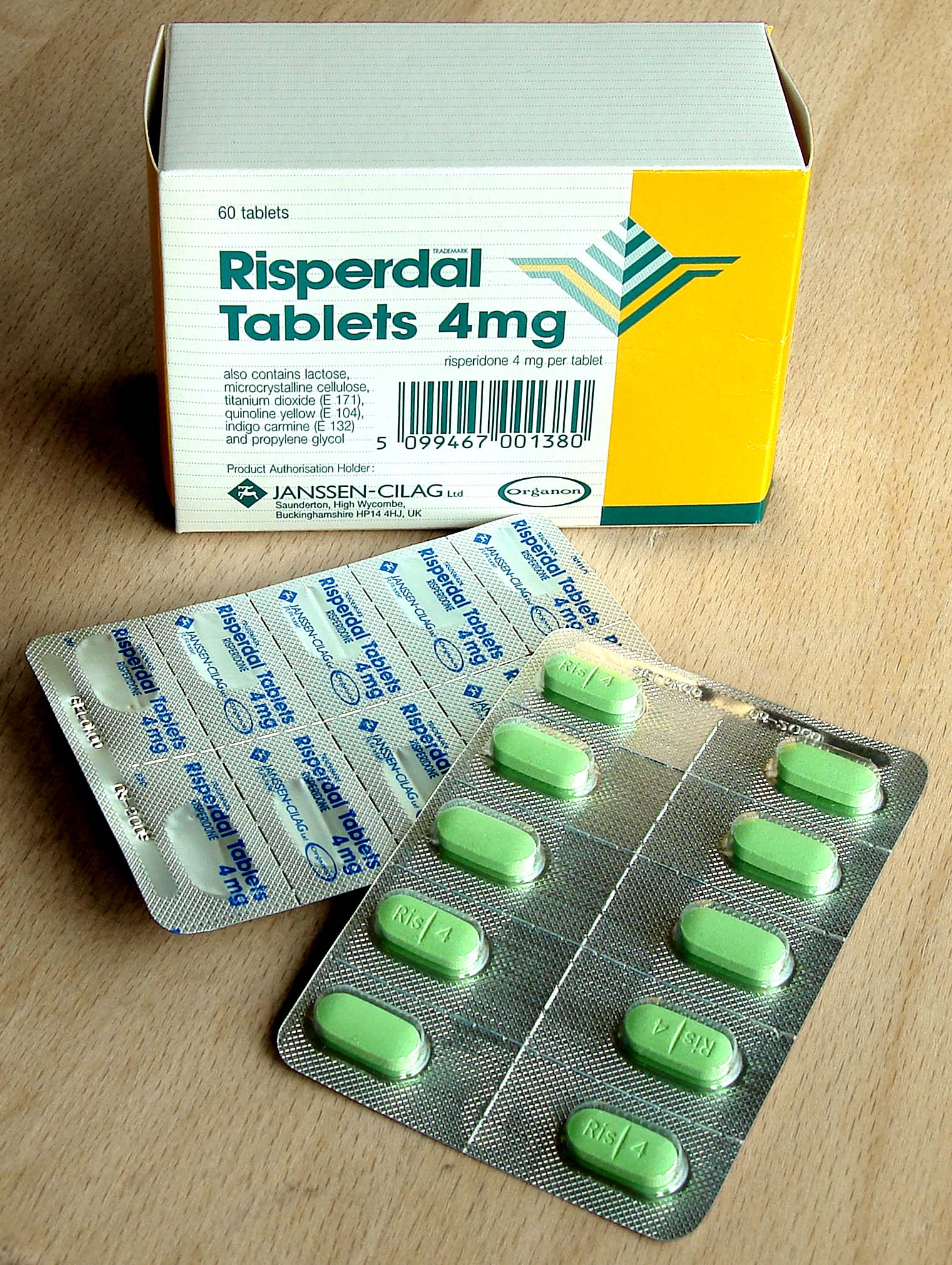
Un medicament envasat en blíster

Un blíster és un envàs de plàstic transparent i amb una cavitat en forma d'ampolla on s'allotja el producte, permetent al mateix temps presentar-lo i protegir-lo de cops durant les operacions de manipulació i transport. Els blísters se solen utilitzar per a productes de mida petita constituint en moltes ocasions per si mateixos una unitat de venda. Una làmina de cartró serveix de suport al producte, aprofitant-se sovint per inserir determinats missatges destinats a l'usuari: marca del producte, logotip, instruccions de maneig, precaucions d'ús, etc.
La versió més corrent a les farmàcies és del tipus anomenat "push through", en què les cavitats es tanquen mitjançant una làmina de fulla fina d'alumini de 18 a 25 micres de gruix en estat H18. L'accés al producte es realitza pressionant la càpsula de manera que es trenqui l'alumini. La unió entre alumini i plàstic es realitza mitjançant una laca termosoldable aplicada sobre l'alumini.
La generalització dels blísters ha vingut de la mà de la proliferació d'establiments de lliure servei (supermercats, hipermercats, grans o mitjanes superfícies, etc.). Així, determinats productes que abans es demanaven al taulell, ara s'exhibeixen a les prestatgeries, cubeta sobre penjats de ganxos. El blíster permet exposar ordenada i harmoniosament determinats articles que d'altra manera només es distingirien per la seva petita grandària i en augmentar la seva grandària es dificulta que s'amagui en algun butxaca per robar-lo. A més, els establiments aprofiten espais poc comercials com racons o parets per presentar-los al públic.
Alguns productes que es venen en blíster són: 
- Productes de papereria: bolígrafs, llapisos, tisores, gomes d'esborrar, paquets de retoladors, etc.
- Components elèctrics: endolls, cables, lladres, allargadors, etc.
- Productes de bricolatge: tacs, broca, cargols, escarpies, claus, etc.
- Articles de tocador: gomes per als cabells, fermalls, peces, etc.
- Joguines
- Productes farmacèutics: càpsules, píndoles, comprimits.
- Productes de computació: Memòria USB, adaptadors, cables, etc.